# Martin Fröberg
Martin Peter Fröberg (Woudenberg, 23 oktober 1963) is directeur/bestuurder in de media- en culturele sector en was Nederlands televisiejournalist.

## Biografie
Fröberg begon zijn journalistieke carrière als stagiair bij het televisieprogramma Veronica's Nieuwslijn van Veronica Omroep Organisatie en daarna verslaggever voor dit actualiteitenprogramma onder leiding van Ruud Hendriks. Hij heeft voor deze omroep reportages gemaakt over de Eerste Golfoorlog en de Balkancrisis. Daarna werkte hij als regisseur en journalist voor Lopende Zaken van de VPRO. Voor deze omroep heeft hij een aantal portretten van vooraanstaande politici gemaakt. Daarnaast heeft Fröberg een documentaire gemaakt over de nasleep van de Bijlmerramp.
Bij KRO Brandpunt werkte Fröberg als politiek en algemeen verslaggever, bij KRO Reporter als onderzoeksjournalist en bij Netwerk als verslaggever en redactiecoödinator. Nieuwsmakend waren zijn reportages over de Herculesramp, kinderprostitutie, Sport 7 en de uitbreiding van Schiphol. Hij was plaatsvervangend directeur en hoofdredacteur bij Omroep Brabant en van 2001 tot 2012 directeur/bestuurder van IKON.
Na zijn IKON-tijd werkte Fröberg als directeur/bestuurder voor Stichting Texels Museum. Hij gaf hier mede leiding aan de crisissituatie die was ontstaan na het aanspoelen van twee walvisachtigen op Texel. Via social media werden bedreigingen geuit aan de hulpverleners. Bij een van de aangespoelde walvissen werd ambergris aangetroffen. Na onderhandelingen gevoerd door Fröberg met het ministerie van Economische Zaken mocht dit worden verkocht en ging de opbrengst naar Stichting Texels Museum. Met het geld is de walviszaal in het natuur- en educatiecentrum Ecomare ingericht. Fröberg was in dienst bij Stichting Texels Museum tot en met september 2014. Daarna zette hij een eigen bureau voor bestuursadvies op. Tegenwoordig werkt hij voor Nextfactor (als bedrijfskundige, bestuursconsultant en coach.
In februari 2016 werd Fröberg voorzitter van de afdeling Amersfoort van D66. Onder zijn voorzitterschap werd D66 Amersfoort de grootste partij in de raad tijdens de gemeenteraadsverkiezingen in 2018.